# Résolution 1423 du Conseil de sécurité des Nations unies
Membres permanents
- Chine
- États-Unis
- France
- Royaume-Uni
- Russie

Membres non permanents
- Bulgarie
- Cameroun
- Colombie
- Guinée
- Irlande
- Mexique
- Maurice
- Norvège
- Singapour
- Syrie

Résolution no 1422 Résolution no 1424
La résolution 1423 du Conseil de sécurité des Nations unies, a été adoptée à l'unanimité le 12 juillet 2002. Après avoir rappelé les résolutions 1031 (1995), 1035 (1995), 1088 (1996), 1103 (1997), 1107 (1997), 1144 (1997), 1168 (1998), 1174 (1998), 1184 (1998), 1247 (1999), 1305 (2000), 1357 (2001) et 1396 (2002), le Conseil de sécurité a prorogé le mandat de la Mission des Nations unies en Bosnie-Herzégovine (MINUBH) pour une période allant jusqu'au 31 décembre 2002 et a autorisé les États participant à la Force de stabilisation (SFOR, acronyme anglais pour Stabilisation Force) dirigée par l'OTAN (SFOR) à continuer de le faire pendant douze mois supplémentaires.
L'adoption de la résolution a été retardée en raison du veto des États-Unis concernant l'immunité de leurs soldats de maintien de la paix devant la Cour pénale internationale (CPI), dont le Statut est entré en vigueur le 1er juillet 2002. La résolution a été approuvée à la suite de l'adoption de la résolution 1422 (2002) accordant l'immunité aux ressortissants des États qui n'étaient pas parties au Statut de la CPI.

## Résolution

### Préambule
Le Conseil de sécurité a souligné l'importance de les accords de Dayton (Accord-cadre général) et a salué les contributions positives de la Croatie et de la république fédérale de Yougoslavie (Serbie et Monténégro) au processus de paix en Bosnie-Herzégovine. La situation continue de constituer une menace pour la paix et la sécurité et le Conseil est déterminé à promouvoir une résolution pacifique du conflit. Il s'est félicité de la décision du Conseil de l'Europe d'accepter la Bosnie-Herzégovine comme l'un de ses membres et d'atteindre pleinement aux normes d'une démocratie moderne.

### Dispositif
Agissant en vertu du chapitre VII de la Charte des Nations unies, le Conseil a rappelé aux autorités de Bosnie-Herzégovine et d'autres pays leur responsabilité dans la mise en œuvre des accords de Dayton. Il a souligné le rôle du haut représentant international en Bosnie-Herzégovine dans le suivi de leur mise en œuvre. Elle attache également de l'importance à la coopération avec le Tribunal pénal international pour l'ex-Yougoslavie (TPIY).
Le Conseil de sécurité a félicité les pays participant aux opérations de la SFOR pendant douze mois supplémentaires ; elle serait prolongée au-delà de cette date si la situation du pays le justifie. Il a également autorisé le recours aux mesures nécessaires, notamment le recours à la force et à la légitime défense, pour garantir le respect des accords ainsi que la sécurité et la liberté de mouvement du personnel de la SFOR. Parallèlement, le mandat de la MINUBH, qui comprenait une Force multinationale de police, a été prorogé jusqu'au 31 décembre 2002. Les pays ont été invités à fournir une formation, des équipements et un soutien aux forces de police locales en Bosnie-Herzégovine et le secrétaire général Kofi Annan a été prié de soumettre des rapports fourni par le haut représentant.
La résolution salue en outre l'offre de l'Union européenne d'établir une mission de police de l'Union européenne en Bosnie-Herzégovine à partir du 1er janvier 2003 pour succéder à la MINUBH.

## Voir également
- Guerre de Bosnie-Herzégovine
- Accords de Dayton
- Guerres de Yougoslavie